# Valskog
Valskog è un'area urbana della Svezia situata nel comune di Kungsör, contea di Västmanland.
La popolazione rilevata nel censimento 2010 era di 694 abitanti.